# Parafia Matki Bożej Nieustającej Pomocy i św. Rocha w Lipinie
Parafia pw. Matki Bożej Nieustającej Pomocy i św. Rocha w Lipinie – rzymskokatolicka parafia należąca do dekanatu Sokółka, archidiecezji białostockiej, metropolii białostockiej.

## Historia parafii
Po zakończeniu II wojny światowej mieszkańcy Lipiny starali się o zezwolenie na budowę kościoła, które uzyskali w 1976 r. Wybudowano kaplicę, przy której bp Edward Kisiel 3 sierpnia 1987 r. erygował rektorat, a 2 października 1989 r. pozwolił na prowadzenie ksiąg metrykalnych. W 1996 r. w Janowszczyźnie dom mieszkalny przeistoczono w kaplicę św. Rocha. 12 lipca 2001 r. został mianowany wspólny rektor ks. Wojciech Popławski. 17 kwietnia 2003 r. została erygowana parafia MB Nieustającej Pomocy w Lipinie i św. Rocha w Janowszczyźnie. Dotychczasowy rektor został mianowany pierwszym proboszczem parafii (o dwóch świątyniach), określono również granice nowego ośrodka duszpasterskiego, wydzielając go z parafii św. Antoniego w Sokółce. Od 6 stycznia 2019 proboszczem parafii jest ks. Grzegorz Błaszko. 

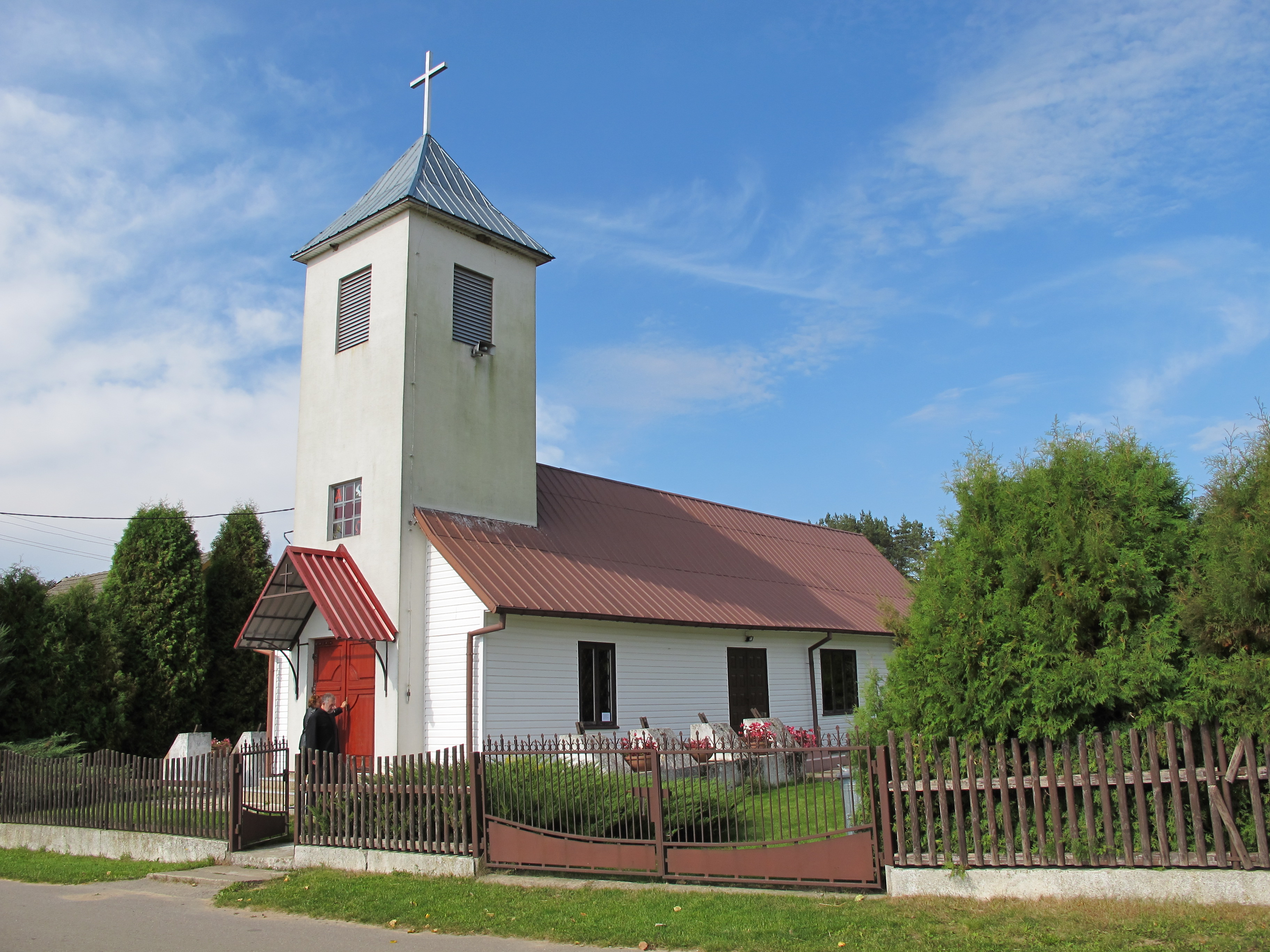
Kościół pw. św. Rocha w Janowszczyźnie

## Miejsca kultu
Kościół parafialny
Kościół pw. Matki Bożej Nieustającej Pomocy w Lipinie
Projekt świątyni wykonał Zbigniew Bubieniec. W latach 1977–1978, pod opieką prefekta ks. Jana Okurowskiego z Sokółki, wystawiono obiekt w stanie surowym. Kaplicę poświęcono 29 października 1978 r. W następnych latach trwały prace wykończeniowe.
Kościoły filialne i kaplice
- Kościół pw. św. Rocha w Janowszczyźnie

Cmentarz grzebalny
Cmentarz w Lipinie, poświęcony 26 października 1996 r.

## Zasięg parafii
W granicach parafii znajdują się miejscowości: 

- Lipina,
- Dworzysk (5) km,
- Janowszczyzna (8),
- Jelenia Góra (8),
- Lipowa Góra (10),
- Nowa Moczalnia (5),
- Stara Moczalnia (5),
- Ostrówek (3),
- Podkamionka (7),
- Planteczka (1,5),
- Pogibło (1),
- Straż (5).